# たまごっちのピチピチおみせっち
『たまごっちのピチピチおみせっち』は、2010年6月17日にバンダイナムコゲームス（のちバンダイナムコエンターテインメント）より発売されたニンテンドーDS用のソフト。

## ゲーム概要
アニメ版「たまごっち!」が放送されて初めて発売されたプチプチおみせっちシリーズに近いゲーム。ピチピチ島を舞台にしており、その場でさまざまな仕事をする。シリーズ初のアニメ版のキャラの使用と3DCGになった。

## キャラクター

### 使用可能キャラクター
まめっち
勉強とスポーツが得意な主人公。
めめっち
ぐるぐるヘアーと目が特徴のヒロイン。
くちぱっち
食いしん坊なたまごっち。
ラブリっち
アニメ版から登場したヒロイン。彼女が初の3DCGを採用した。

### ピチピチ島
せんぱいっち
ピチピチ島ついてのアドバイスをしてくれる本作のオリジナルキャラクター。目的は不明だか…。
いるかっち
ピチピチ島を何でも知ってるたまごっち。新しい店を案内してくれる。

#### 働くたまごっち
いずれもアニメ版から逆輸入した。
しゃりっち
ピチおかっち
ぱてぃっち
おととっち
ベジっち
せりっち兄
せりっち弟
ころもっち
らてっち
つぼまっち
ピチおとっち
でりばりっち
イメチェンっち